# Тасос Костопулос
Тасос (Анастасиос) Костопулос (на гръцки: Τάσος Κωστόπουλος) е гръцки историк и журналист, специалист по Македонския въпрос.

## Биография
Тасос Костопулос е роден през 1965 година. Придобива докторска степен по Съвременна история във факултета по социална антропология и история на Егейския университет в Митилини. Докторската му дисертация е на тема „Национални партии и ранния македонизъм. Социалните и политическите изменерания на националния раздор в късната Османска Македония“. Автор е на редица статии и научни книги на гръцки език. Участва на множество конференции и научни работилници в Гърция, Германия, Франция, Италия, Сърбия, България, Северна Македония, Турция, САЩ, Чехия и Япония.